# Château du Théron
Le château du Théron est un château situé à Prayssac, en France.

## Localisation
Le château est situé sur la commune de Prayssac, dans le département français du Lot.

## Historique
Une tour de plan carré a probablement été construite par Bernard de Valgoudou ou Valgadour au milieu du XIIIe siècle. Les Valgoudou sont une famille de chevaliers du castrum de Puy-l'Evêque. Un Bernard de Valgoudou rend hommage pour ce qu'ils ont à Puy-l'Évêque à l'évêque de Cahors, en 1200.
On note qu'en 1262, la "bastide" du chevalier de Valgoudou est occupée par Bertrand de Lézergues et ses frères. Puis,vers 1280, Bernard de Valgoudou rend hommage à l'évêque de Cahors pour le Théron. En 1313, un Bertrand de Valgoudou, peut-être son fils, qui apparaît à l'occasion d'un procès, en 1336. Les archives ont conservé les noms d'un fils de Bertrand, Raymond, bayle de l'évêque, mort avant 1374, et de son fils Pierre de Valgoudou, seigneur du Théron en 1389 et bayle de Luzech. La dernière héritière, Séguine de Valgoudou épouse avant 1454 Arnal Bénech, donzel de Luzech, et lui apporte ses droits sur le Théron.
Un logis possédant des archères cruciformes est construit au début du XIVe siècle auquel est associé une enceinte. Une chapelle est construite au XIVe siècle. L'enceinte est renforcée au XVe siècle par quatre tours rondes de 10 à 12 m de haut dont il n'en subsiste que deux.
L'évêque de Cahors, Jean du Puy, confisque, en 1437, le château à Lenoir, sire de Mauroux ou de Lézergues.
L'évêque de Cahors, Jean de Castelnau-Calmont, donne la maison forte du Théron à Béral de Burbuzon. Sa fille, Saure, s'est mariée à Jean du Tilhet, seigneur de La Croze. Jean du Tilhet est seigneur de La Croze et du Théron en 1491. Jean du Tilhet fait restaurer le château après la guerre de Cent Ans, à la fin du XVe siècle. En 1504, son fils Jean dénombre pour le Théron. La justice, relève de l'évêque de Cahors. 
En 1761, le château est devenu la propriété de Jean Lefranc, seigneur de Caïx, président de la cour des Aides de Montauban. Il passe ensuite à son neveu Jean-Jacques Lefranc de Pompignan. Préférant résider dans son château de Caïx, il a vendu le château du Théron à Louis-Antoine Vidal de La Pize, du château de Lunegarde.
Les biens de Vidal de La Pize ont été saisis à la Révolution. Les meubles du château sont pillés en 1790 et 1791. Le château est vendu comme bien national à un fermier qui a utilisé le château comme carrière de pierre. Le donjon est détruit.
Le château a été acquis en 1970 pour un nouveau propriétaire qui a entrepris sa restauration. Pierre Ledoux, propriétaire du château est décédé le 24 juin 2005. Il a fait de la Fondation de France son légataire universelle, avec un legs particulier pour le château.
L'édifice est inscrit au titre des monuments historiques le 15 mars 1973,.